# Турмаевский сельсовет
Турмаевский сельсове́т — упразднённая в 2008 году административно-территориальная единица и сельское поселение (тип муниципального образования) в составе Салаватского района. Почтовый индекс — 453194. Код ОКАТО — 80248850000. Код ИФНС — 0242. Согласно Закону Республики Башкортостан «О границах, статусе и административных центрах муниципальных образований в Республике Башкортостан» от 16 декабря 2004 года имел статус сельского поселения.
В 2008 году Турмаевский сельсовет расформирован и вошёл в с состав сельских поселений Стерлибашевский сельсовет, Янгурчинский сельсовет.

## Состав сельсовета
Турмаевский сельсовет: село Тятербаш — административный центр, село Турмаево, деревни Банковка, Муртаза, Никольское (приложение 43м);

## История
Закон Республики Башкортостан от 19.11.2008 N 49-з «Об изменениях в административно-территориальном устройстве Республики Башкортостан в связи с объединением отдельных сельсоветов и передачей населённых пунктов» гласил:

 "Внести следующие изменения в административно-территориальное устройство Республики Башкортостан:
39) по Стерлибашевскому району:

изменить границы Стерлибашевского и Турмаевского сельсоветов согласно представленной схематической карте, передав село Тятербаш, деревни Муртаза, Никольское Турмаевского сельсовета в состав Стерлибашевского сельсовета.

Изменить границы Янгурчинского и Турмаевского сельсоветов согласно представленной схематической карте, передав село Турмаево, деревню Банковка Турмаевского сельсовета в состав Янгурчинского сельсовета.

Исключить из учетных данных Турмаевский сельсовет;

## Географическое положение
На 2008 год граничил с Стерлитамакским районом, муниципальными образованиями Айдаралинский сельсовет, Куганакбашевский сельсовет, Стерлибашевский сельсовет, Янгурчинский сельсовет («Закон Республики Башкортостан от 17.12.2004 N 126-з „О границах, статусе и административных центрах муниципальных образований в Республике Башкортостан“»).